# 正眼寺
正眼寺（しょうげんじ）は、岐阜県美濃加茂市にある臨済宗妙心寺派の寺院。山号は妙法山。

## 歴史
元徳2年（1330年）頃、臨済宗妙心寺派の派祖の 関山慧玄が、諸国行脚の途中で美濃国加茂郡伊深村へ来た際に、当地の佇まいを気に入り、京から迎えに来るまでの9年間滞在して隠棲の日々を過ごした。
京へ上った関山慧玄は、花園上皇から寄進された花園の離宮を寺として妙心寺を開山した。
寛永年間の初期に、江戸の陽岳寺の錐翁慧勤が、関山慧玄が隠棲していた「関山山」に草庵を構えて約一年間滞在した。その間に錐翁慧勤の名声を慕って僧俗合わせて二百人ほどが訪れたという。
その後、草庵を結んだ者がニ～三人居たとされるが、いづれも飢えと寒さに耐えきれずに去って行った。
万治元年（1658年）、豊前中津の僧太極唯一が、関山山の遺蹟を訪れ、ここに寺を建立しようと決意し、禅徳寺の玄興と謀り、この地を知行所としていた旗本で伊深陣屋主の佐藤吉次に願い出た。
万治元年（1658年）、太極唯一と玄興は、まず三間ばかりの茅葺の草庵を建てて初祖山 圓成寺として妙心寺の末寺とした。
さらに太極唯一は、関山慧玄の木造の制作を京都の仏師に依頼するとともに、諸国を行脚して伽藍建立の資金を募った。
寛文9年（1669年）、 佐藤吉次は、「関山山、今度伽藍建立に付て、領内山林の竹木御用次第伐採り御遣し候はるべし」と敷地と諸用材の寄進を申し出た。
ここに至って、妙心寺は「美濃伊深山」を寺の境内として受取るための使を江戸の寺社奉行のもとに下向させ、別に山林田畑を二十両で買い入れた。
これにより寺が着工されて完成し、妙法山 正眼寺と改称した。
寛文11年（1671年）、塔頭の一つの徳光庵が完成した。太極唯一は徳光庵に隠居し、正眼寺を妙心寺に献上した。
寛文12年（1672年）、塔頭の見桃庵・大亀庵・不二庵が完成し、四庵の塔頭が揃った。
寛文13年（1673年）3月、大亀庵の慈峯によって洪鐘が鋳造された。このようにして正眼寺の堂宇は次第に整っていった。
延宝3年（1675年）、大檀那の佐藤吉次が没し、嫡男の佐藤続成は、その遺言によって遺骸を正眼寺の裏山に葬った。法名は、了心院殿月皎宗智大居士である。
生前、佐藤吉次は、日光輪王寺の大猷院に徳川家光の霊廟を建てる際に普請奉行を務めていたが、
延宝5年（1677年）、続成は、父の吉次の三回忌にあたり、日光で普請に使った用材の残りを伊深に運び、吉次の霊屋を建立した。
口碑によれば、残材という名目であったが、わざと良材に傷を付けて残材として運んだと言われるほど、霊屋の造作は堅牢端正で2年を費やして完成した。
ついで附属の建造物として了心庵と宝蔵も造られた。正眼寺は、「佐藤吉次公坐像」を所蔵している。
この建設のために、村の農民が動員されたが、その賦役が天和義民事件の要因の一つとなった。
さらに続成は、父の吉次の菩提のためにニ町一反九畝十六歩、高二十六石八斗八升を寄進し、宝蔵に吉次が愛用していた武具・茶器・香炉・硯箱を奉納した。
同年、太極唯一は、正眼寺が漸く完成したの見届けて、山県郡大桑村の南泉寺に隠居した。
隠居を受けて妙心寺は、正眼寺の運営について、妙心寺と同様に四庵の上に輪番住職を置き、龍泉・東海・霊雲・聖澤の四派の前堂職が、毎年1月26日から翌年の1月25日まで交互に住持を勤めた。
そして第一世を太極唯一として、宝暦6年（1756年）2月、二世として石禅が入寺した。
弘化4年（1847年）、岐阜瑞龍寺の塔頭の天澤院から雪潭紹璞が入山すると、太極唯一の隠居後から167年間続いていた輪住制を独住制に改めて鐘楼を修復し僧堂を設置し、妙心寺の命により正眼寺は修行僧の専門道場とした。
この間、住持を務めたのは120人で平均勤務は1.39年であった。
雪潭紹璞は身体が小さく、身長は五尺、体重は十貫に満たなかったが、声は雷鳴の如く大きく轟き、「雷雪潭」と呼ばれた。修行も厳しく、天下に「鬼叢林」の名声を残した。
安政6年（1859年）、雪潭紹璞は関山慧玄滅後、五百年大遠諱法要を行った。
慶応元年（1865年）5月、雪潭紹璞は長良の眞福寺に隠居した。
慶応3年（1867年）、雪潭紹璞は孝明天皇より、真如明覚禅師の名号を賜った。
明治6年（1873年）9月18日に示寂した。
明治42年（1909年）、関山慧玄は、滅後、五百五十年大遠諱にあたり勅して、無相大師の謚号を賜わり、洞宗聡大が伽藍を再興して現在の景観を整えた。
昭和30年（1955年）、逸外実大は、関山慧玄滅後、六百年大遠諱を厳修し、その記念として正眼短期大学を創設した。
川上哲治や星野仙一が修行に訪れたことでも知られている。

## 境内
参道を進むと、右側に「勅使巌」がある。これは花山上皇の勅使が、この岩の前で慧玄に遭って心を打たれたことにより名付けられた。
石段を登って、山門をくぐると正面に本堂がある。本堂の前には菩提樹とシダレザクラがある。
旧本堂は「毒草窟」と言い、準本堂として薬師如来像が安置されている。毒草でも使い方によっては薬にもなる、薬でも食べ過ぎると毒になるという、別々の物であっても相対的な物であるという仏教説話に由来している。
本堂左の山中には佐藤吉次の墓と霊屋がある。宝蔵には佐藤家縁の甲冑や古文書が納められている。

## 文化財

### 美濃加茂市指定文化財
- 佐藤家甲冑

### 美濃加茂市指定天然記念物
- しだれ桜

## 交通手段
- JR高山本線・太多線 美濃太田駅から車で約15分。
- 名鉄広見線 日本ライン今渡駅から車で約25分。

## 関連書籍
例：「書名」著者・編者名（出版社・出版元名、出版年）
- 『正眼寺無隠精禅師の芳躅』梶浦逸外 / 著（正眼寺、1942年）
- 『妙法山正眼禅寺誌』正眼寺誌編纂委員会 / 編（正眼寺、1954年）
- 『碧巌録と正眼寺庭園～岐阜県美濃加茂市伊深町寺洞」』澤田天瑞 / 著（中部庭園同好会、2003年）
- 『岐阜県百寺』　正眼寺　p144～p145　郷土出版社　1987年
- 『美濃加茂市史　通史編』　第五章　中世美濃加茂の宗教と美術　三　妙心寺派寺院　関山と正眼寺　p288　美濃加茂市　1980年
- 『美濃加茂市史　通史編』　第七章　美濃加茂地方の宗教と寺社　第二節　仏教と寺社　一　妙心寺派の伸長と正眼寺の創建　p561～p564　美濃加茂市　1980年
- 『美濃加茂市史　通史編』　第七章　美濃加茂地方の宗教と寺社　第二節　仏教と寺社　三　白隠と雪潭　白隠禅師の正眼寺入山　p568～p569　美濃加茂市　1980年
- 『美濃加茂市史　民俗編』　第一二章　仏寺と法会　第七節　正眼寺　p409～p414　美濃加茂市　1978年
- 『美濃国加茂郡誌』　第七章　宗教　第二節　寺院　【伊深 正眼寺】　p771～p773　岐阜県加茂郡役所　大正10年

## 関連リンク
- 正眼寺
- 正眼寺（美濃加茂市）
- 正眼寺
- 正眼寺・正眼僧堂(しょうげんそうどう)　　妙法山正眼禅寺臨済宗妙心寺派妙心寺奥の院